# Ixora auricularis
Ixora auricularis är en måreväxtart som beskrevs av Woon Young Chun, How och W.Ko. Ixora auricularis ingår i släktet Ixora och familjen måreväxter. Inga underarter finns listade i Catalogue of Life.